# Iglesia de Cristo Rey (Jaén)
La iglesia de Cristo Rey es una iglesia de Jaén que se encuentra situada en el Paseo de la Estación.
Es sede de dos hermandades de la Semana Santa de Jaén, la Hermandad de Penitencia y Cofradía de Nazarenos de Silencio del Santísimo Cristo de la Humildad y María Santísima Madre de Dios que realiza su estación de penitencia en la tarde el Martes Santo, y la Ilustre Hermandad del Santísimo Sacramento y Cofradía de Nazarenos de Jesús del Perdón, Cristo del Amor en su Prendimiento, María Santísima de la Esperanza, San Pedro y San Juan Apóstoles que realiza su estación de penitencia en la tarde el Miércoles Santo. Igualmente, en esta parroquia tiene su sede la Congregación de Hermanas Misioneras de Acción Parroquial en la capital.

## Historia
La parroquia se creó en 1947 en una zona de expansión de la ciudad. La iglesia es obra del arquitecto Ramón Pajares Pardo y fue consagrada en 1955 por el nuncio Ildebrando Antoniutti, el obispo de Jaén Félix Romero Mengíbar y el arzobispo de Granada Rafael García y García de Castro. 

## Descripción
La fachada principal está enmarcada por dos torres y salva el desnivel con la calle mediante una escalinata. En la cripta del templo se encuentra un columbario.

### Interior
Es un templo de grandes dimensiones, de planta rectangular con una única y amplia nave con capillas a los lados que se comunican entre sí por un pasillo. Destacan las capillas y altares de las hermandades de pasión, así, en el pie del templo se encuentran la capilla de la Hermandad del Silencio, en el lado de la epístola, con sus dos imágenes titulares, el Cristo de la Humildad y María Madre de Dios; y la capilla del Cristo del Amor, en el lado del evangelio. Por su parte, en los laterales destacan el altar de san Nicolás de Bari y el altar del Cristo del Perdón, en el lado de la epístola, y el altar de la Virgen de la Esperanza, en el lado del evangelio. A los pies del templo se sitúan dos coros, destacando una vidriera con la imagen de Cristo Rey ubicada en el coro superior.
Presenta un amplio presbiterio en el que se encuentra el altar mayor sobre una escalinata y escoltado por las imágenes del Sagrado Corazón y de la Inmaculada Concepción de María. En el testero frontal se encuentra una pintura mural obra de Francisco Baños Martos en 1956. La pintura representa a Cristo Rey, rodeado de Dios Padre y el Espíritu Santo, la Virgen, santos y mártires, y miembros anónimos del clero secular y regular y del Pueblo de Dios.